# Hokuto no Ken 1 : L'Ère de Raoh
Série
Hokuto no Ken 2 : L'Héritier du Hokuto
(2007)
Pour plus de détails, voir Fiche technique et Distribution.
Hokuto no Ken 1 : L'Ère de Raoh (真救世主伝説 北斗の拳 ラオウ伝 殉愛の章, Shin kyūseishū densetsu Hokuto no Ken - Raō den junai no Shō) est un film japonais d'animation, d'après le manga Ken le Survivant (北斗の拳, Hokuto no Ken) de Tetsuo Hara (dessin) et Buronson (scénario), réalisé par Takahiro Imamura, sorti en 2006.

## Fiche technique
- Titre original : Shin kyūseishū densetsu Hokuto no Ken - Raō den junai no Shō (真救世主伝説 北斗の拳 ラオウ伝 殉愛の章)
- Titre français : Hokuto no Ken 1 : L'Ère de Raoh
- Réalisation : Takahiro Imamura
- Scénario : Nobuhiko Horie, Yoshinobu Kamo et Katsuhiko Manabe d'après le manga Ken le survivant (北斗の拳, Hokuto no Ken?) de Tetsuo Hara (dessin) et Buronson (scénario)
- Direction artistique : Nobuto Sakamoto
- Direction d'animation : Masaki Satô
- Character design : Tsukasa Hôjô ; Shingo Araki, Michi Himeno, Hisashi Kagawa, Chiharu Satô
- Photographie : Masato Sato
- Montage : Jun Takuma
- Musique : Yuki Kajiura
- Production : Naoki Miya, Kiminobu Satô et Hideki Yamamoto
- Studio d'animation : TMS Entertainment
- Société de production : North Star Pictures
- Société de distribution : Tōhō
- Pays d'origine :  Japon
- Langue originale : japonais
- Format : couleur - 35 mm - son Dolby Digital
- Genre : Arts martiaux, action, animation
- Durée : 95 minutes
- Dates de sortie :
  - Japon : 11 mars 2006[1]
  - France : 14 mai 2008[2]

Source : IMDb

## Distribution

### Voix originales
- Hiroshi Abe : Kenshiro
- Ko Shibasaki : Reina et narratrice
- Takashi Ukaji : Raoh
- Akio Ohtsuka : Souther
- Hōchū Ōtsuka : Shû
- Ken'yû Horiuchi : Toki
- Unshô Ishizuka : Sôga
- Daisuke Namikawa : Bart
- Maaya Sakamoto : Lynn
- Miyu Irino : Shiba
- Yuzuru Fujimoto : Yo
- Seiko Fujiki : Martha Toyo
- Tomoko Ishimura : Ryo
- Takafumi Kawakami : le père de Ryo

### Voix françaises
- Frédéric Souterelle : Kenshirô
- Julie André : Reina
- Pascal Casanova : Raoh
- Bruno Moury : Souther
- Fabien Jacquelin : Sôga
- Nicolas Beaucaire : Bart
- Isabelle Volpe : Lynn
- Marc-Antoine Frédéric : Shû
- Renaud Heine : Toki
- Jacques Albaret : Yo
- Claudine Grémy : la narratrice
- Version française :
  -  Adaptation des dialogues : Frédéric Roques[4]